# Beni Mellal
Beni Mellal (em árabe: بني ملال; romaniz.: Baniy Milāl) é uma cidade do centro de Marrocos. É capital da província homónima e da região de Beni Mellal-Quenifra. Em 2004 tinha 162 641 habitantes e estimava-se que em 2012 tivesse 189 535 habitantes.
A cidade situa-se no sopé do monte Tassemit (2 247 m), na planície Beni Amir, entre a cordilheira do Médio Atlas e a a planície de Tadla. A área tem um verdadeiro clima continental, com verões muito quentes e invernos muito frios, por estar afastada  do Oceano Atlântico e ser protegida pela cordilheira do Atlas dos ventos quentes do deserto do Saara.
As muralhas da cidade remontam à época de Mulei Ismail, que as mandou construir em 1688, bem como a Casbá (fortaleza) Bel-Kush, mas a maior parte da cidade é bastante moderna e forma um importante centro econômico regional. Produtos agrícolas locais como laranjas, azeitonas, figos, gado, etc., encontram seu caminho para o mercado através de Beni Mellal.
A cidade tem boas ligações através da estrada para Casablanca e encontra-se na antiga rota - agora uma estrada nacional – que liga Fez a Marrakech. A operadora ferroviária nacional ONCF também está estendendo a ferrovia de Casablanca a Oued Zem para a cidade.

## História
Em 1688, a cidade era inicialmente chamada  de Ismali, devido Mulei Ismail, o segundo governante da dinastia alauita marroquina, ter construído a fortaleza de Tadla no local (parte das ruínas ainda é visível atualmente). O governante também construiu a conhecida Casbá Ras el Ain nesta área, que tem vista para a cidade e os arredores agrícolas. É construída de pedra e fica perto da nascente  de Ain Asserdoun. Acredita-se que a casbá foi construída com o objetivo de de proteger esta nascente e a área circundante. A nome de Ain Asserdoun, significa  "fonte da mula" ou "olho da mula". Na área de Soumaa existe uma zauia desde o século XVI que ainda é usada para fins religiosos. Foi o encontro dessas duas cidades, Tadla e Soumaa, que formou o nome Beni Mellal, que traduzido significa 'dia'.